# Siata Spring
La SIATA Spring est une voiture spyder deux places fabriquée par le constructeur italien Siata de 1967 à 1970, sur une base châssis et mécanique provenant directement de la Fiat 850.

## Histoire
La Siata Spring est certainement une des premières voitures née après une étude de marché très poussée. La société SIATA a interrogé un grand nombre de jeunes afin de bien connaître leurs attentes et leurs goûts en matière d'automobile. À la lumière de leurs réponses, le centre d'études a bâti, à partir de 1965, un projet de mini spider aux lignes vaguement italo-britanniques qui verra l'apparition de la Siata Spring en 1967.
L'accueil à son lancement sera des plus enthousiastes mais la production, limitée à 13 exemplaires par jour, refroidira l'engouement du fait de délais d'attente trop longs.

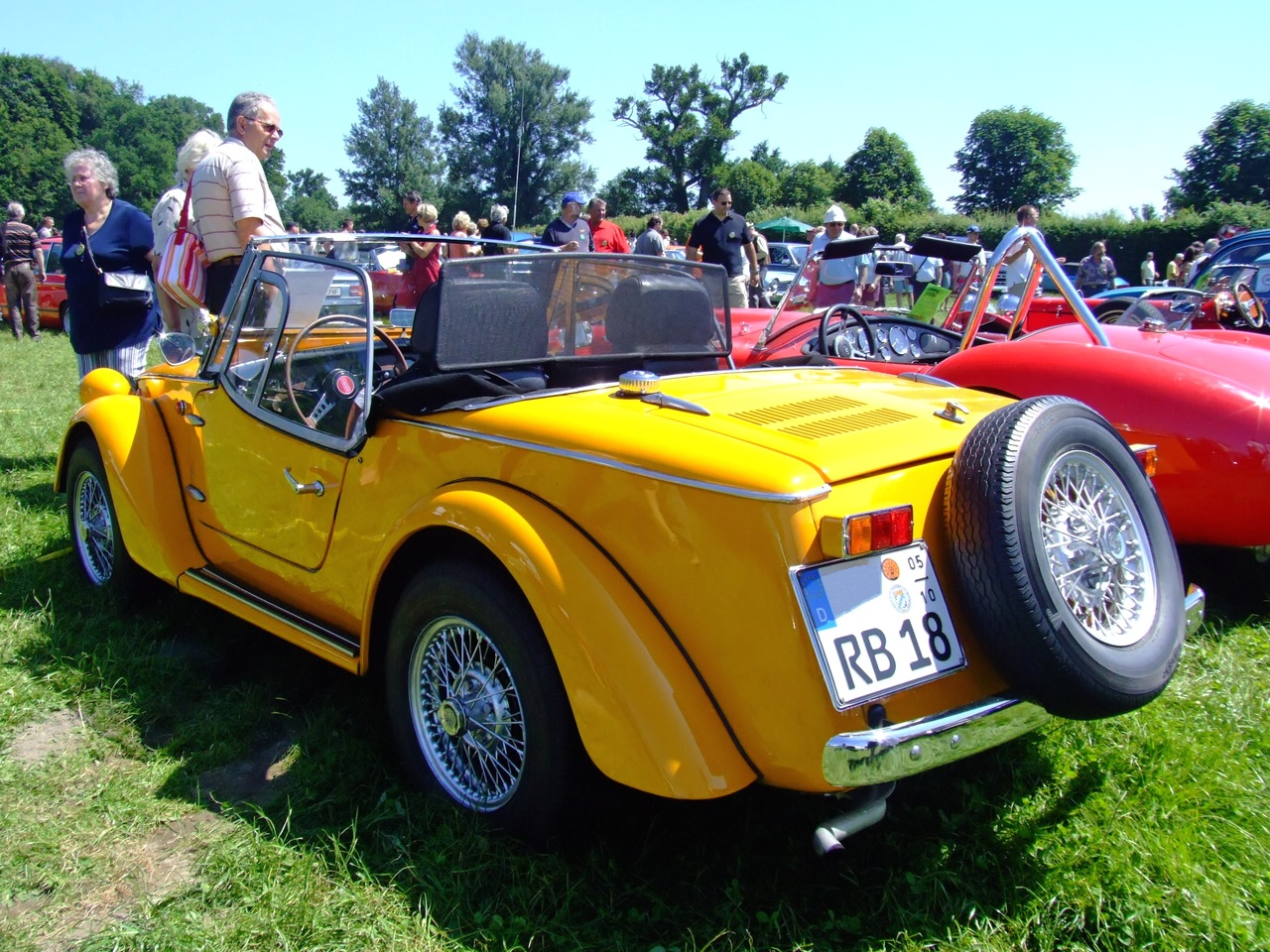
Siata Spring, vue arrière

## La voiture
L'ensemble châssis et mécanique provenait directement de la Fiat 850. Le châssis était légèrement renforcé du fait du manque d'inertie de la carrosserie spider. La carrosserie, inspirée des cabriolets britanniques et Alfa Romeo des années 1930, sera entièrement fabriquée dans les ateliers SIATA, Strada di Lanzo. Le moteur est celui de la Fiat 850 berline 1re série, le Fiat 100G*002 de 843 cm3, placé à l'arrière, qui lui permet de dépasser les 125 km/h. En option, le constructeur proposait des jantes à rayons du plus bel effet pour une somme modique et qui donnent à ce cabriolet un look rétro très Pop ou Yéyé.
La Siata Spring sera produite à 3 500 exemplaires jusqu'à la fin de 1970, elle a été commercialisée avec succès en Italie, France, Allemagne et aux États-Unis là où la marque SIATA reste encore dans l'esprit collectif synonyme de voiture de sport.

## La seconde vie de la Spring
Après le dépôt de bilan de la Siata, le modèle a été repris par le constructeur italien ORSA , près de Cagliari en Sardaigne. ORSA avait racheté l'outillage de Siata et achetait les moteurs chez Seat, la filiale espagnole de Fiat Auto, car le moteur Fiat 100G*002 de 843 cm3 avait été abandonné en Italie.
Par la suite, la société ORSA sera racheté par Iso Motors.
La Spring sera produite jusqu'en 1976 sous le nom de Seat-ORSA 850 ER Spring Special mais sans connaître le succès du modèle précédent. On estime qu'ORSA aurait réalisé qu'une centaine d'exemplaires.
Chaque année a lieu une réunion internationale des propriétaires de ce véhicule à l'initiative d'un club de passionnés.

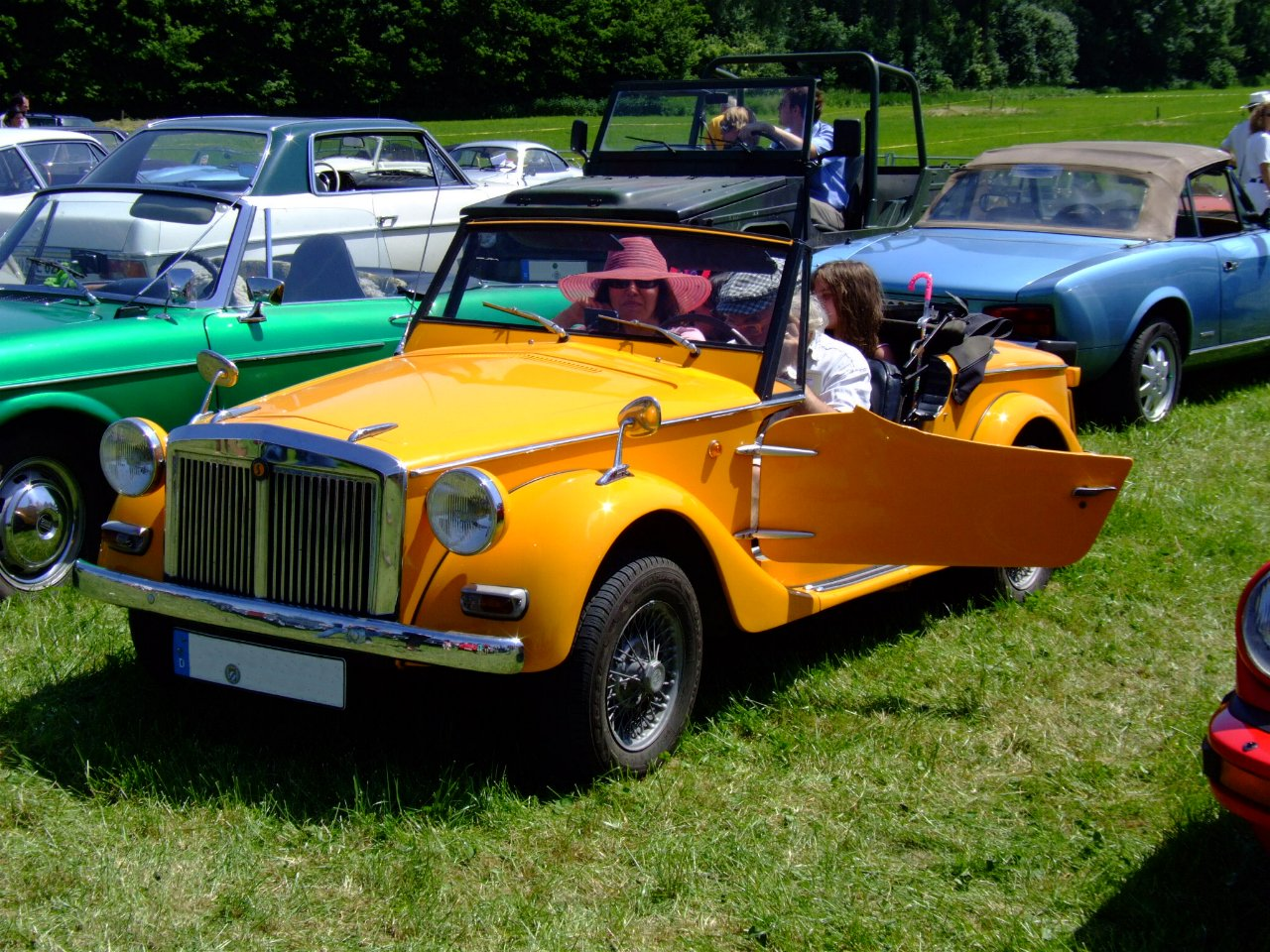
Siata Spring

## Dans la culture populaire
L'éléphant Babar apprend à conduire sur une Siata Spring jaune (offerte par la Vieille dame) dans la série « Les Aventures de Babar » mise en scène par Patrice Dally, diffusée en 1968-1969.
Un même modèle jaune est utilisé dans le film Trafic de Jacques Tati par Maria, l'attachée de presse de l'entreprise Altra, chargée d'accompagner un prototype de camping-car de Paris jusqu'au salon de l'automobile d'Amsterdam (1971).
La voiture apparait aussi dans le film Ho ! réalisé par Robert Enrico en 1968, avec Jean-Paul Belmondo et Joanna Shimkus.